# Aglaope infausta
Espèce
Aglaope infausta (l'Aglaope des haies, la Zygène des épines, la Zygène de l’amandier) est une espèce de lépidoptères (papillons) de la famille des Zygaenidae.
Synonyme
- Sphinx infausta Linné, 1767

C'est un défoliateur des rosacées (Crataegus monogyna, Prunus spinosa, Amelanchier ovalis, Sorbus aria et arbres fruitiers). La défoliation coïncide avec le moment du bourgeonnement, quand les chenilles quittent leurs abris et se nourrissent de bourgeons et de feuilles. Durant leur jeunesse, elles mangent seulement une partie de la feuille, et c'est seulement lorsqu'elles ont achevé leur croissance et si la nourriture est rare, qu'elles attaquent le reste des feuilles, dévorant tout sauf la nervure médiane. Leur attaque provoque une courbure caractéristique des feuilles et l'apparition d'une couleur rose et marron.
On le trouve au Portugal, en Espagne, en France, au nord-ouest de l'Italie, en Allemagne occidentale. En France, l'espèce est répandue dans le Sud et remonte jusqu'au Loiret et à la Bourgogne ; elle était autrefois signalée des coteaux du Rhin en Allemagne du Sud. 
Son envergure est d'environ 15 mm. Mâle et femelle sont semblables, gris-noir avec des taches de couleur rouge, très rarement jaunes (f. providentialis G. Leraut, 2010). 